# 長田清治郎
長田 清治郎 （ながた せいじろう、1891年〈明治24年〉7月27日 - 1961年〈昭和36年〉1月10日）は、日本の実業家。三菱化工機社長。

## 経歴
鳥取県鳥取市出身。呉服太物商・長田幾蔵の長男。1915年、神戸高等商業学校を卒業。三菱合資に入社、三菱重工業に配属され長崎支店をふり出しに、本店営業第五部長、機械部長、三原車輛製作所長等を歴任して1946年12月に取締役に選任される。
1950年中日本重工業の取締役に転じて活躍中、偶々三菱化工機が潰れかかったので同社の再建に起用され、1952年1月同社に顧問で入り、翌2月社長に就任する。
1961年1月10日、突然脳出血を起こして東京都世田谷区上馬1丁目の自宅で逝去する。1月12日、葬儀は小石川音羽の護国寺で三菱化工機の社葬として営まれる。

## 人物
趣味はゴルフ、演劇、読書。宗教は真言宗。

## 家族・親族
長田家
- 祖父・喜一郎[6]
- 父・幾蔵（1861年 - ?、呉服太物商[注 1]） - 鳥取市片原3丁目、長田喜一郎の三男[6]。小学校を中途退学し、13歳の時より28歳まで巽呉服店に入り、呉服商を見習う[6]。1890年、鳥取市本町4丁目に於いて独立、呉服太物商を経営する[6]。趣味は囲碁[6]。住所は鳥取市本町4丁目[6]。
- 妻・芳子（1898年 - ?、鳥取、金田喜代蔵の長女）[2]
- 長男・佑一郎（1920年 - ?）[注 2]
  - 同妻（鳥取、奥田勇の二女）[1]
- 二男・博孝[9]（1923年 - 2015年、三菱銀行取締役）
  - 同妻（鳥取、坂口平兵衛の二女、1931年 - ）[9]
  - 同長女[9]
  - 同二女[9]
- 三男・昌明[5]（1925年 - ?、医学博士[4]）
- 四男・吉勝（1927年 - ?）[5]
- 長女（鳥取、三村勉の妻）[1][2]

親戚
- 二男博孝の妻の父・二代目坂口平兵衛[4]（坂口合名会社代表社員会長、米子商工会議所名誉会頭）